# Mindelheimer Hütte
De Mindelheimer Hütte is een alpenhut in de Duitse deelstaat Beieren die toebehoort aan de sectie Mindelheim van de Deutsche Alpenverein.

## Ligging
De Mindelheimer Hütte bij Oberstdorf ligt op een hoogte van 2058 m.

## Hutvoorzieningen
De hut is in 1920 gebouwd en is derhalve een relatief nieuwe hut. Er is plaats voor 120 personen die dan allen in beddenbakken kunnen slapen. De hut staat bekend om zijn milieuvriendelijkheid. Er wordt gewerkt met zonnepanelen en een waterzuiveringstation zuivert het water. Materiaal zoals voedsel kan via een goederenlift naar boven worden gebracht.

## Dagtochten

### Vertrekpunten voor beklimmingen naar de hut
- Birgsau (959 meter), circa 3½ uur
- Einödsbach (1165 meter), circa 3½ uur
- Holzgauer Haus/Lechtal (1502 meter), circa 2¾ uur
- Mittelberg (1218 meter), circa 3 uur

### Tourmogelijkheden
- Kemptner Kopf (2192 meter), circa 1 uur
- Angererkopf (2266 meter), circa 1¼ uur
- Schafalpenköpfe (2273 meter), circa 1½ uur
- Walser Geishorn (2367 meter), circa 1½ uur
- Liechelkopf (2383 meter), circa 1¼ uur
- Mindelheimer Klettersteig
- Fiderepaßhütte (2070 meter), circa 3 uur
- Rappenseehütte (2091 meter), circa 4 uur